# Viola arguta
Viola arguta är en violväxtart som beskrevs av Alexander von Humboldt, Amp; Bonpl., Johann Jakob Roemer och Schult.. Viola arguta ingår i släktet violer, och familjen violväxter. Inga underarter finns listade i Catalogue of Life.